# سركوك سيلاني
سركوك سيلاني (الاسم العلمي Sarcococca zeylanica)، نوع نبات من السركوك، المغطيات التربة أو دائمة الخضرة. متوطنة في سريلانكا.